# 豬頸肉

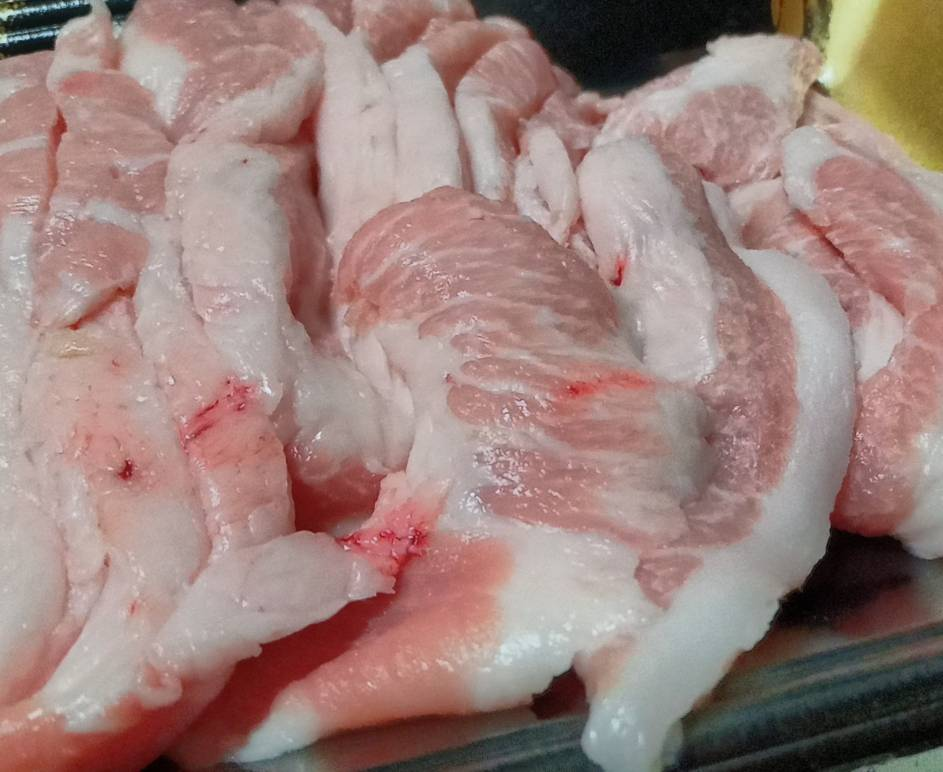
烹調前的豬頸肉肉片

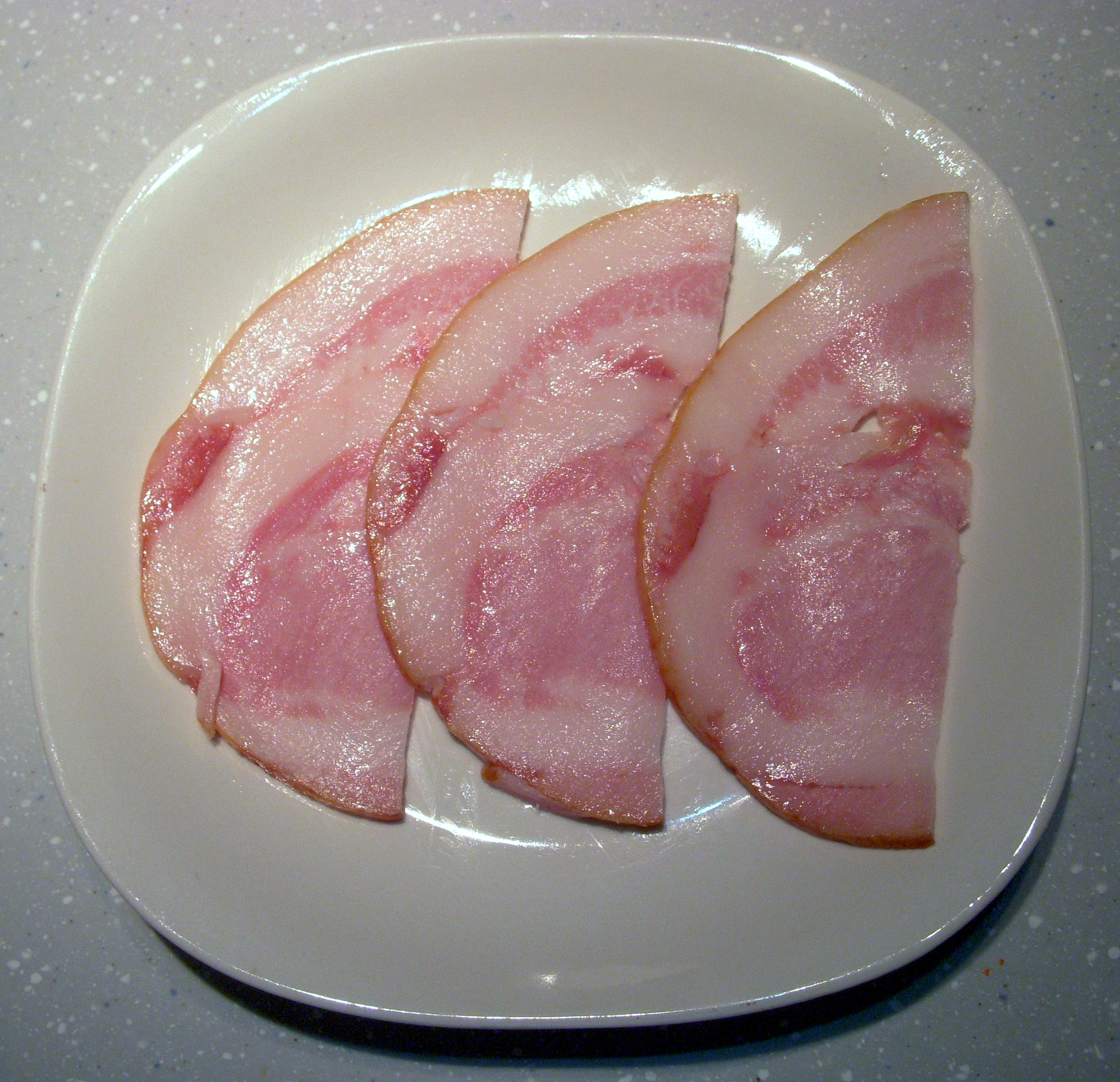
用豬頸肉製作的煙肉

豬頸肉（英語：Pork jowl），又稱豬面肉、槽頭肉、肉青，是豬的面頰至下顎之間帶有脂肪層的肉，每隻豬只有兩塊，肉質肥中帶瘦，粗糙而帶有韌性，吃起來爽脆又有彈性，而且肉味濃厚，又有油份。不過因為這個部位的韌性較大，如切得太厚，便會太韌，不易咀嚼，所以一般會切成薄片。

## 食用
豬頸肉由於帶有脂肪，又有韌性，通常會被切成薄片，適合烤、煎等方式烹調。